# Thomas Edward Bowdich
Thomas Edward Bowdich (Bristol, 20 de junio de 1790– Banjul, 10 de enero de 1824) fue un zoólogo, viajero, botánico y autor inglés.

## Biografía
Se educó en Bristol Grammar School. En 1814, por medio de su tío, J. Hope-Smith, gobernador de la colonia británica de la Costa de Oro, entró al servicio de la African Company of Merchants y fue enviado a Cape Coast. 
En 1817 fue enviado, con dos compañeros, William Hutchison y Henry Tedlie, a Kumasi, en una misión al reino de los ashanti, y gracias principalmente a su hábil diplomacia, la misión tuvo éxito en su objetivo de asegurar el control británico sobre los indígenas de la costa.
En 1818, Bowdich regresó a Inglaterra y, en 1819, publicó un relato de su misión y del estudio que había hecho de la corte de Kumasi, titulado Mission from Cape Coast Castle to Ashantee, &c. (Londres, 1819). Donó sus colecciones africanas al British Museum. Bowdich atacó públicamente la gestión del comité africano, y sus críticas fueron fundamentales para que el gobierno británico asumiese el control directo de la Costa de Oro.
Entre 1820 y 1822, Bowdich vivió en París, donde estudió matemáticas y ciencias naturales, e hizo amistad con Georges Cuvier, Alexander von Humboldt y otros sabios. Durante su estancia en Francia publicó diversas obras sobre África y también escribió documentos académicos.
En 1822, acompañado por su esposa Sarah, fue a Lisboa y publicó An Account of the Discoveries of the Portuguese in . . . Angola and Mozambique (Londres, 1824). En 1823, Bowdich y su esposa, después de pasar unos meses en Madeira y Cabo Verde, llegaron a Bathurst (actual Banjul), en la desembocadura del río Gambia, con la intención de ir a Sierra Leona y explorar el interior. Pero Bodwich murió de malaria en Banjul a comienzos de 1824.
Su viuda publicó un relato de su último viaje, titulado Excursions in Madeira and Porto Santo . . . to which is added A Narrative of the Continuance of the Voyage to its Completion, &c (Londres, 1825). La hija de Bowdich, Hutchinson Hale, publicó de nuevo en 1873, con un prefacio de introducción, la obra de su padre Mission from Cape Coast Castle to Ashantee.

## En la ciencia
- La abreviatura «T.E.Bowdich» se emplea para indicar a Thomas Edward Bowdich como autoridad en la descripción y clasificación científica de los vegetales.[1]

## Abreviatura (zoología)
La abreviatura Bowdich  se emplea para indicar a Thomas Edward Bowdich como autoridad en la descripción y taxonomía en zoología.